# キア・リオ
リオ（Rio）は、韓国のKIAが生産・販売するサブコンパクトカーである。韓国国内では2005年発売の2代目から「プライド」の名称で販売されているが、これはキアが1987年から1999年まで製造・販売していた初代フォード・フェスティバベースの小型車の名称である。→プライド(第1世代)

## 初代（1999年–2013年）DC型
1999年、アベラの後継車種として登場。ボディタイプはセダンとワゴンの2種類。スタイリングはI.DE.Aが手がけている。
2度マイナーチェンジが行われ、2002年のマイナーチェンジで「リオSF」というサブネーム付きの名称になっている。

## 2代目（2005年–2011年）JB型
2004年のモンディアル・ド・ロトモビルに「キア・スポーツコンセプト」として出品され、2005年に発売が開始された。本国韓国では「プライド」の車名が使用される。MC型ヒュンダイ・アクセントとプラットフォームを共有する。ボディタイプはセダンと5ドアハッチバック。
2009年7月には韓国でフェイスリフトモデルが発表。いわゆるシュライヤーグリルがリオ（プライド）にも採用された。

## 3代目（2011年–2017年）UB型
2011年発表。RB型ヒュンダイ・アクセントとプラットフォームを共有する。ボディタイプは5ドアハッチバックと4ドアセダンと欧州専用の3ドアハッチバックがある。欧州向けはガソリンエンジンが直4 1.25Lと1.4L、ディーゼルエンジンが直3 1.1Lと直4 1.4Lとなる。トランスミッションは5速MT、6速MT、4速ATが設定される。一部車種にはISG (Idol Stop and Go) が導入されている。
北米向けには直列4気筒1.6LGDIエンジンが搭載され、6速MTまたは6速ATと組み合わせられる。
製造は所下里工場（京畿道光明市）にて行われる。
- 2011年3月3日 - ジュネーヴモーターショーで5ドアハッチバックが世界初公開。
  - 4月22日 - ニューヨーク国際オートショーで4ドアセダンが世界初公開、5ドアが北米初公開。
  - 9月13日 - フランクフルトモーターショーで3ドアが世界初公開。
  - 9月28日 - 韓国でプライドが発売開始。

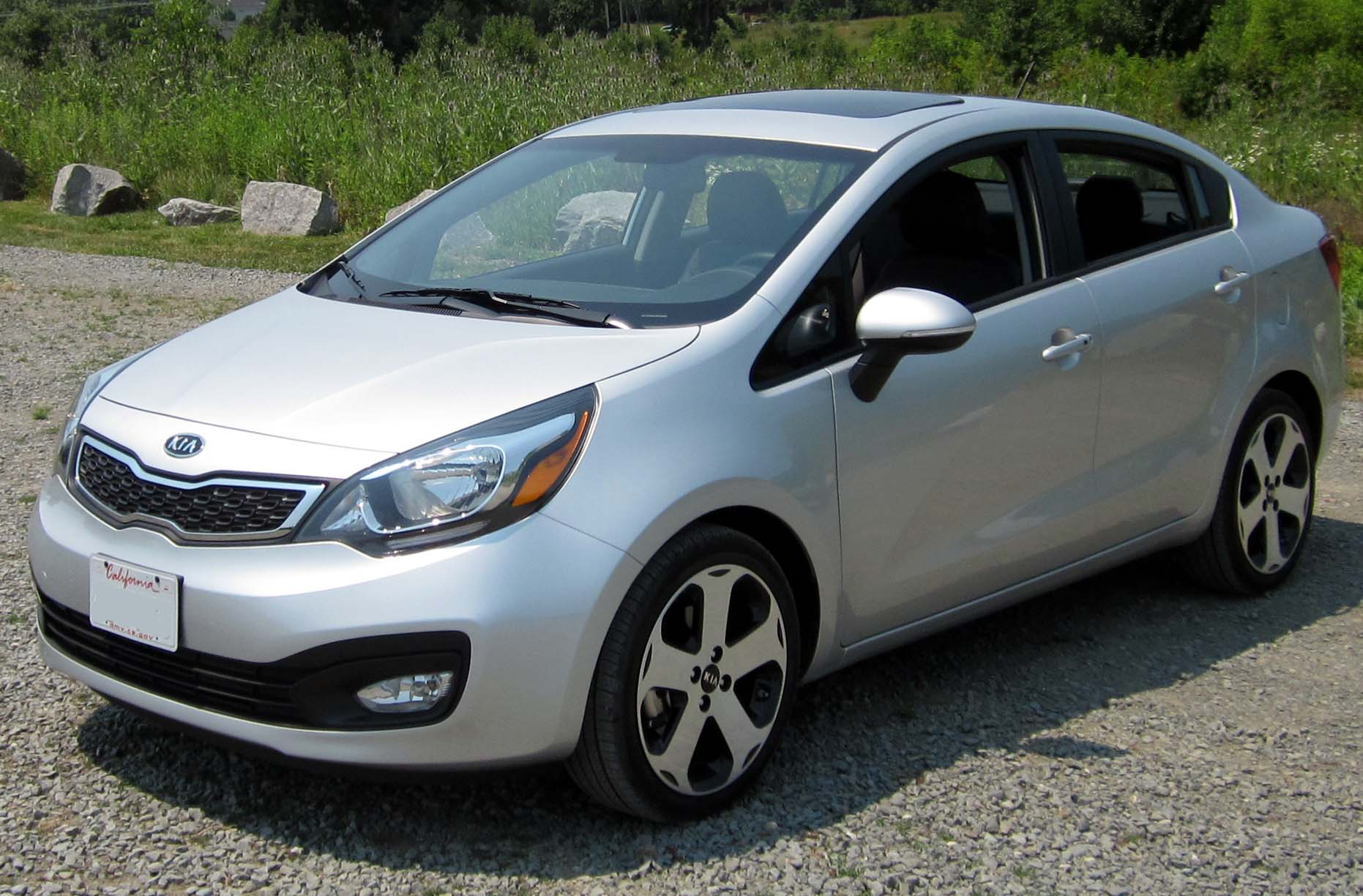
セダン（フロント）
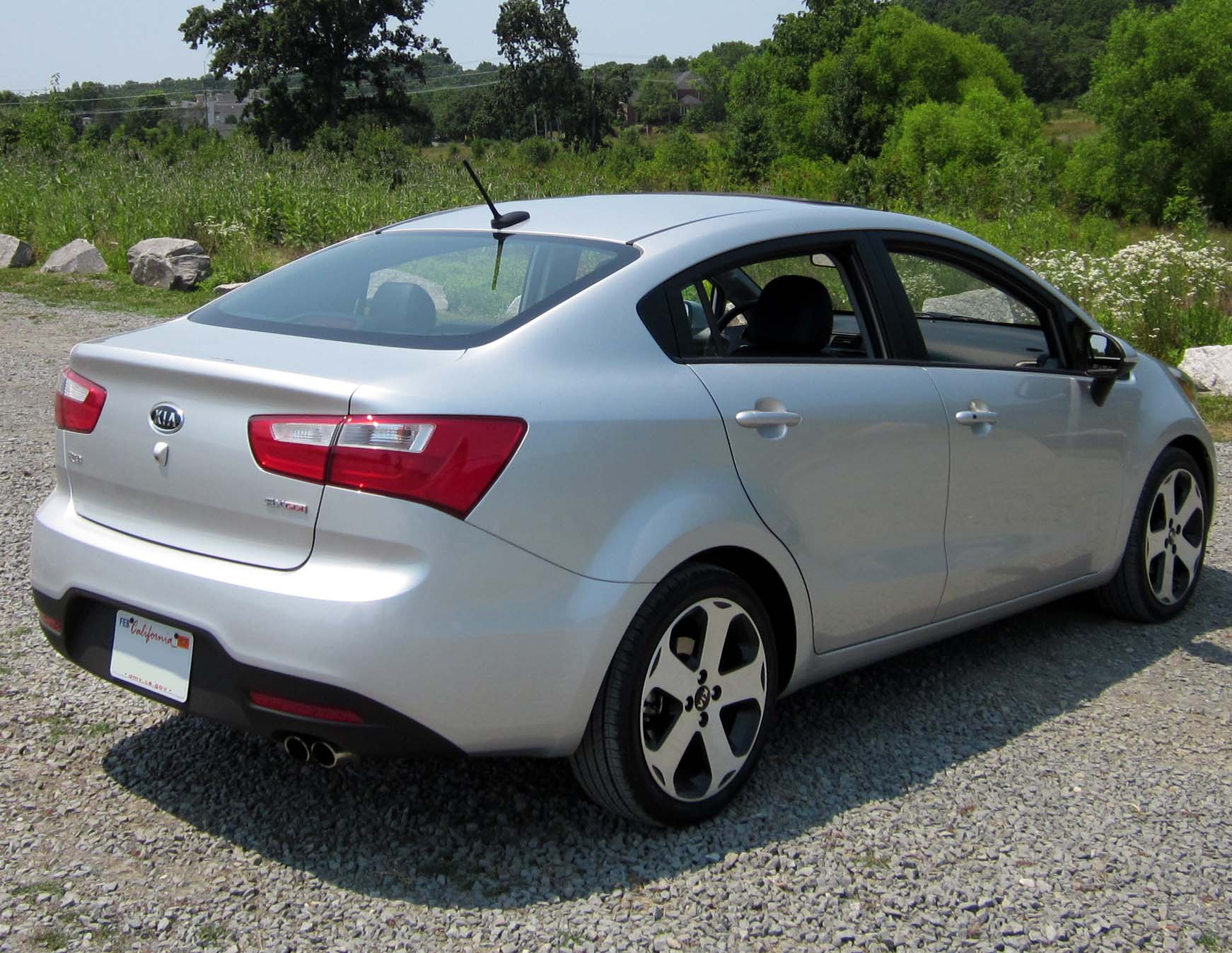
セダン（リア）
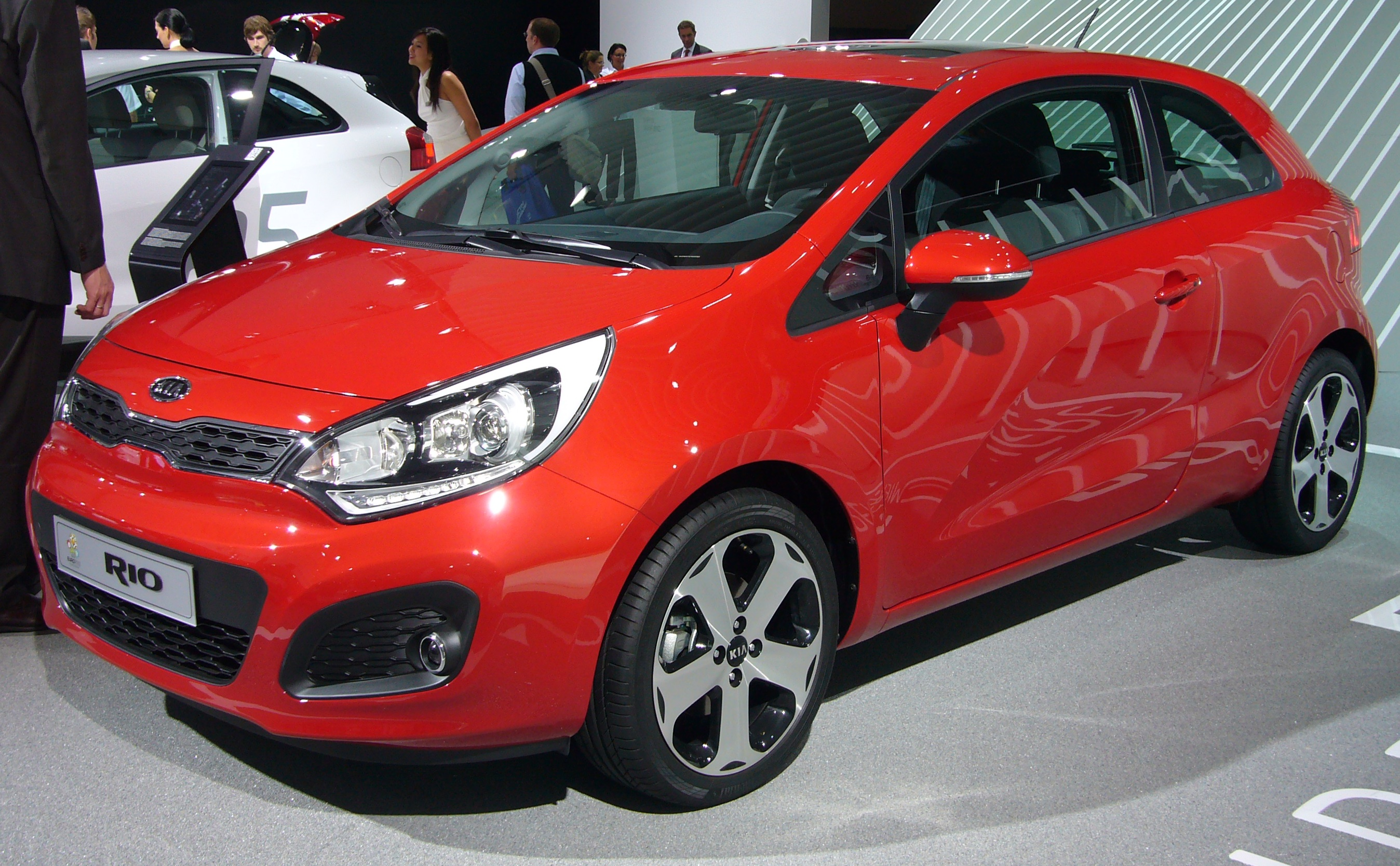
3ドアハッチバック
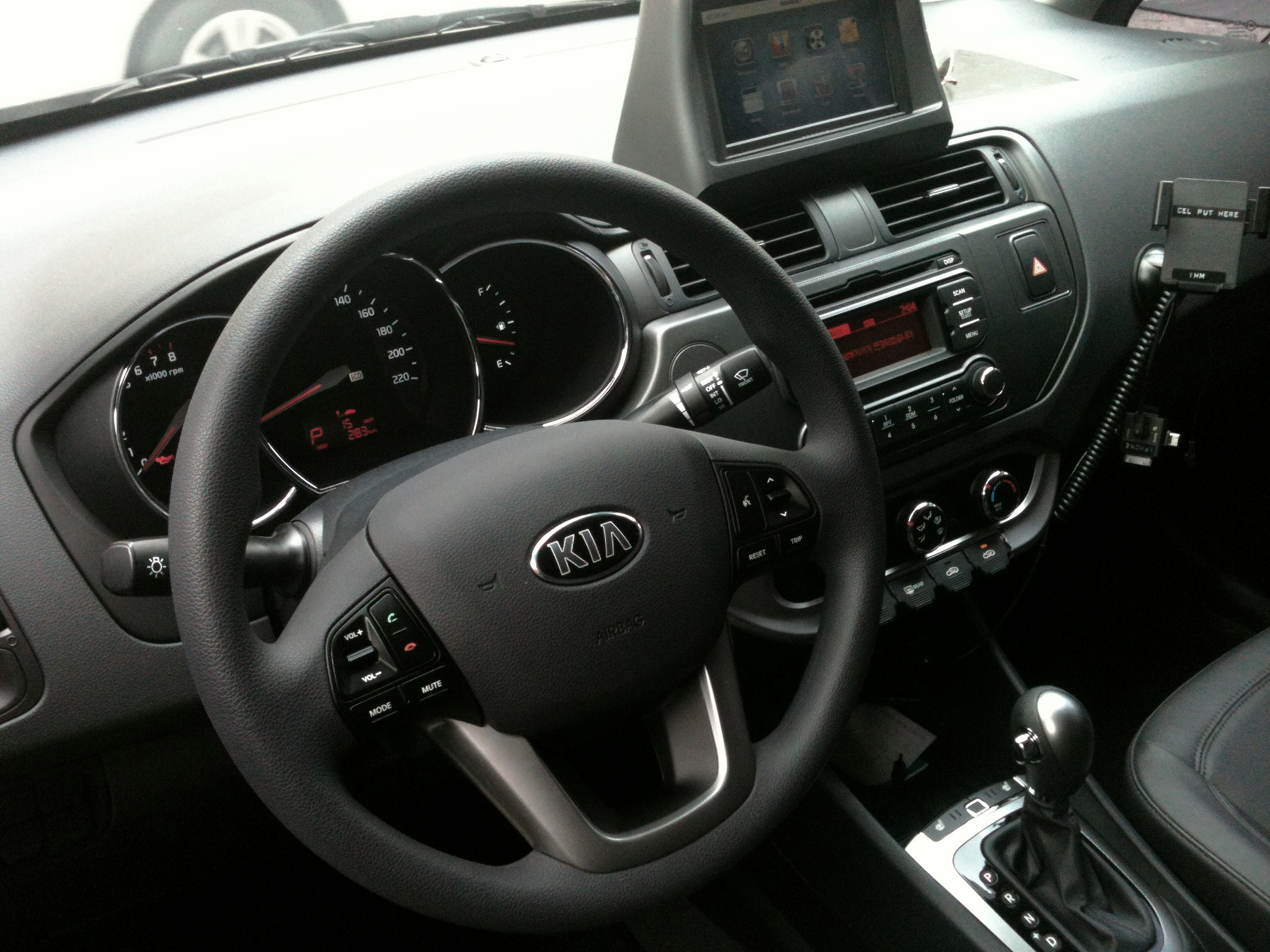
インテリア

### キア・K2
中国市場ではUB型リオは投入されず、代わりにキア・K2がDE型リオ（中国名：鋭欧）と併売されている。K2はUB型リオの姉妹車であるが、上級車種のK5（オプティマ）に似たフロントマスクを採用することで全く異なる外観となっている。ボディタイプは4ドアセダンと5ドアハッチバック。エンジンは1.4リットル（107PS）と1.6リットル（123PS）の2種類。トランスミッションは1.4リットルが5速MTと4速AT、1.6リットルは4速ATのみという設定となる。K2の製造は東風悦達起亜汽車の塩城工場（江蘇省塩城市）にて行われている。
また、ロシアおよび周辺諸国（ウクライナやベラルーシなど）ではUB型の代わりにK2が「リオ」として販売されている。ヒュンダイのサンクトペテルブルク工場でソラリスとともに生産されている。
- 2011年4月19日：上海モーターショーでK2セダンが発表[1]。
- 2011年7月20日：中国でK2セダンが発売開始[2]。
- 2011年8月15日：ヒュンダイのサンクトペテルブルク工場でリオセダンの生産を開始[3]。
- 2011年10月1日：ロシアでリオセダンが発売開始[4]。
- 2011年11月21日：広州国際モーターショーでK2ハッチバックが発表[5]。
- 2012年1月16日：サンクトペテルブルク工場でリオハッチバックの生産を開始[3]。
- 2012年2月20日：中国でK2ハッチバックが発売開始[6]。
- 2012年3月1日：ロシアでリオハッチバックが発売開始[7]。

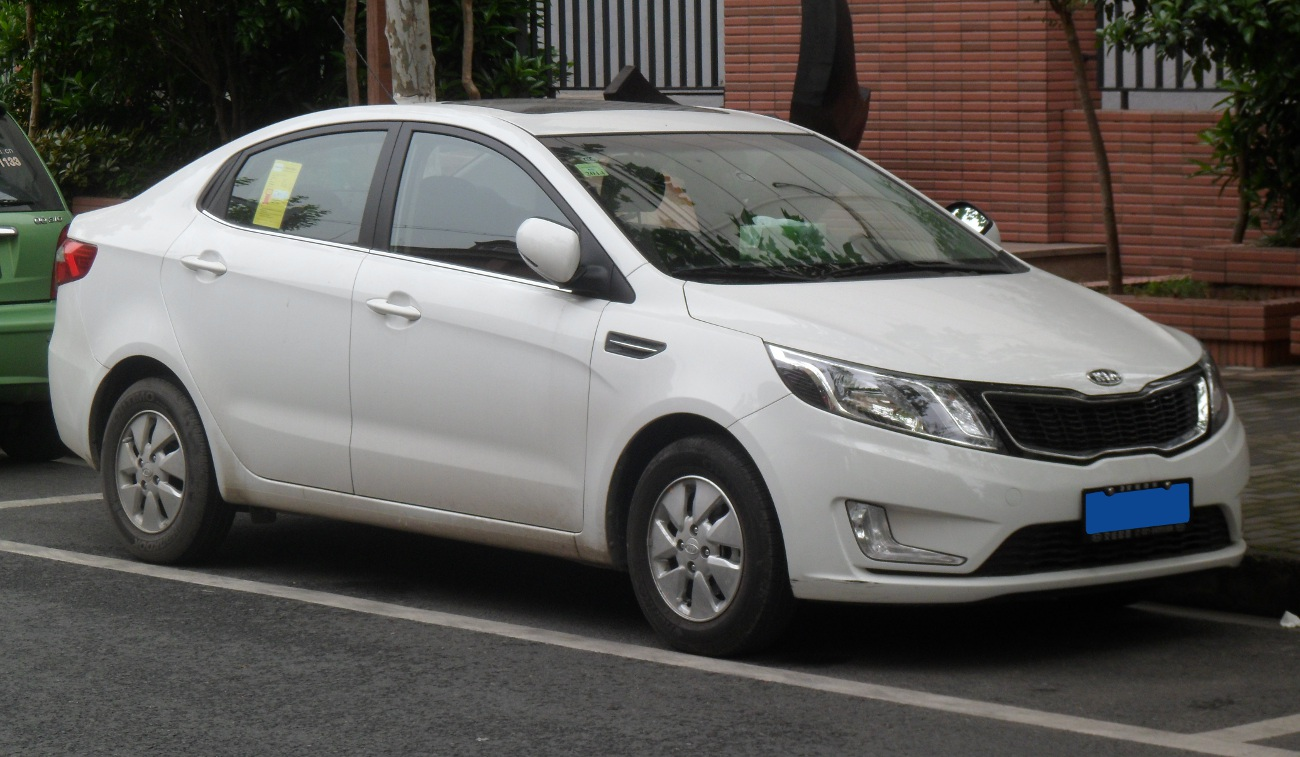
4ドアセダン（フロント）
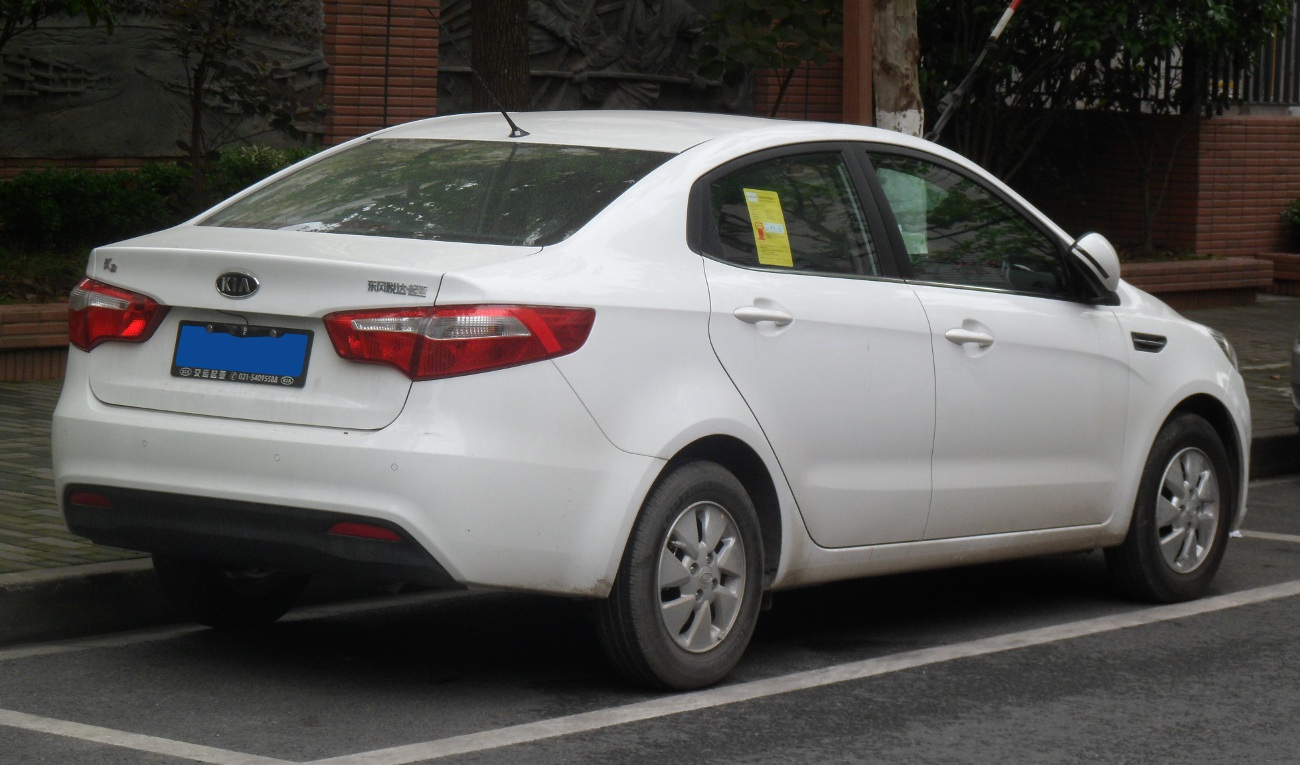
4ドアセダン（リア）

## 4代目（2017年–）YB型
キアはパリモーターショー2016で4代目リオを発表した。欧州市場はハッチバックのみのラインナップだが、米国市場はハッチバックとセダンのラインナップ。韓国市場では販売されない。

## 販売台数
| 暦年 | アメリカ | 韓国   | グローバル |
| ---- | -------- | ------ | ---------- |
| 2000 | 16,624   | 24,216 |            |
| 2001 | 51,541   | 18,651 |            |
| 2002 | 51,195   | 19,837 |            |
| 2003 | 41,285   | 7,844  |            |
| 2004 | 38,518   | 2,273  |            |
| 2005 | 30,290   | 15,663 |            |
| 2006 | 28,388   | 23,045 |            |
| 2007 | 33,370   | 25,919 |            |
| 2008 | 36,532   | 22,197 |            |
| 2009 | 34,666   | 18,532 |            |
| 2010 | 24,619   | 14,339 |            |
| 2011 | 20,111   | 15,537 |            |
| 2012 | 40,275   | 16,380 | 466,826    |
| 2013 | 40,742   | 11,037 |            |
| 2014 | 35,933   | 8,893  |            |
| 2015 | 23,742   | 6,987  | 466,573    |
| 2016 | 28,700   | 4,158  | 445,404    |
| 2017 | 16,760   | 2,028  |            |
| 2018 | 22,975   | N/A    |            |
| 2019 | 24,961   | N/A    |            |